# Nine Perfect Strangers (mini-série)
Nine Perfect Strangers est une série américaine en seize épisodes d'environ 49 minutes créée par David E. Kelley aux côtés de John-Henry Butterworth, lancée le 18 août 2021 sur la plateforme Hulu.
Il s'agit d'une adaptation du roman Nine Perfect Strangers de la romancière australienne Liane Moriarty, publié en 2018.
Dans les pays francophones, elle est disponible sur Prime Video et a été diffusée du 26 août au 2 septembre 2023 sur M6. Au Québec, la première saison a été diffusée à partir du 24 avril 2023 sur Vrak sous le titre Neuf parfaits étrangers.

## Synopsis
Neuf personnes qui ne se connaissent pas sont réunies dans un centre de remise en forme pendant 10 jours, certains pour perdre du poids, d'autres pour prendre du repos. Chacun est prêt à se donner à fond pour atteindre son but, mais tout va devenir beaucoup plus compliqué que prévu...

## Distribution
Sauf indication contraire, les informations mentionnées dans cette section peuvent être confirmées par les bases de données cinématographiques IMDb et Allociné,  présentes dans la section « Liens externes ».
- Nicole Kidman (VF : Danièle Douet) : Masha Dmitrichenko
- Melissa McCarthy (VF : Véronique Alycia) : Frances Welty
- Michael Shannon (VF : Pierre Tessier) : Napoleon Marconi
- Luke Evans (VF : Cédric Dumond) : Lars Lee
- Samara Weaving : Jessica Chandler
- Asher Keddie (VF : Rafaèle Moutier) : Heather Marconi
- Melvin Gregg (en) : Ben Chandler
- Tiffany Boone (VF : Aurélie Konaté) : Delilah
- Manny Jacinto (VF : Antoine Schoumsky) : Yao
- Grace Van Patten (VF : Camille Donda) : Zoe Marconi
- Regina Hall (VF : Annie Millon) : Carmel Schneider
- Bobby Cannavale (VF : Constantin Pappas) : Tony Hogburn
- Zoe Terakes (en) : Glory

 Source et légende : version française (VF) sur RS Doublage

## Production
Le 21 juin 2023, la série est renouvelée pour une deuxième saison. En plus du retour de Nicole Kidman, la production ajoute Murray Bartlett, Liv Ullmann, Dolly de Leon, Maisie Richardson-Sellers et Aras Aydın (tr).
La musique utilisée dans le générique d'ouverture est une reprise interprétée par le trio américain Unloved (en), de la chanson This Strange Effect écrite par Ray Davies.

## Épisodes

### Première saison (2021)
1. Les Actes aléatoires du chaos (Random Acts of Mayhem)
2. Au fond du trou (The Critical Path)
3. La Journée de la Terre (Earth Day)
4. Le Meilleur des mondes (Brave New World)
5. Doux lâcher-prise (Sweet Surrender)
6. Juste une illusion (Motherlode)
7. La Roue tourne (Wheels on the Bus)
8. Le Voyage (Ever After)

### Deuxième saison (2025)
1. Zauberwald
2. Le Club de la Bonne Pomme (The Crabapple Clubhouse)
3. L'Excursion (The Field Trip)
4. Élévation majeure (The Major Lift)
5. Prague
6. L'Autre Côté (The Other Side)
7. Fusions et Acquisitions (Unhinged)
8. Ne jamais changer (Batsh*t)